# حسنوو (شهرستان ملئوزوفسکی، باشقیرستان)
حسنوو (انگلیسی: Khasanovo, Meleuzovsky District, Republic of Bashkortostan) یک شهرک در شهرستان ملئوزوفسکی استان باشقیرستان کشور روسیه است.